# Fraunberg (Adelsgeschlecht)

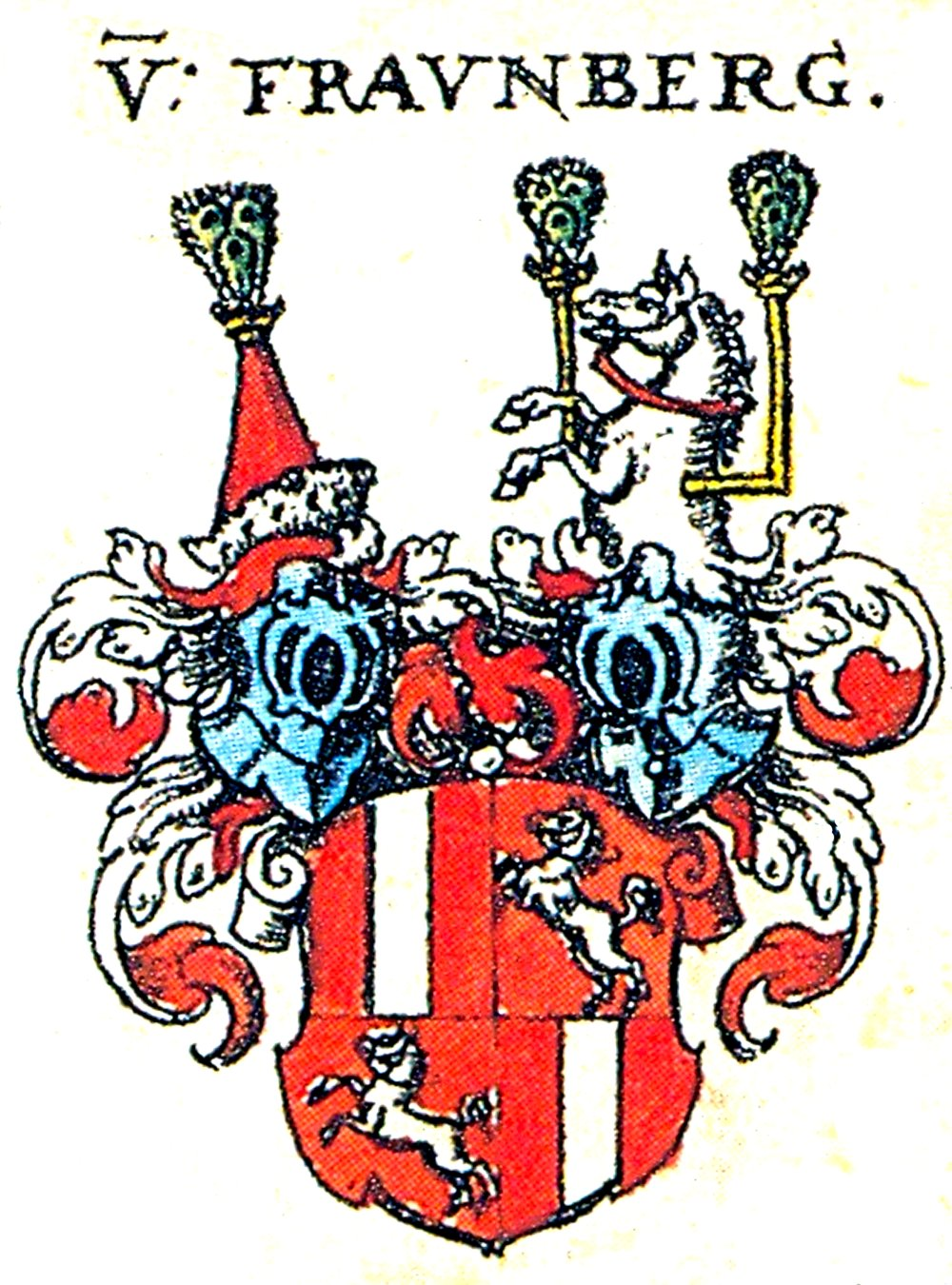
Gemehrtes freiherrliches Wappen derer von [und zu] Fraunberg aus Johann Siebmachers Wappenbuch, 1605

Fraunberg (auch Frawnperg, Frauenberg, Fraunberger, Frauenberger) ist der Name eines bayerischen Uradelsgeschlechts mit gleichnamigem Stammsitz Schloss Fraunberg (in Fraunberg, Landkreis Erding, Oberbayern), das sich Ende des 13. Jahrhunderts in die später reichsgräfliche Linie „Fraunberg zu Haag“ sowie die später freiherrliche Linie „von und zu Fraunberg“ verzweigte. Letztere blüht bis heute auf dem Stammsitz.

## Geschichte

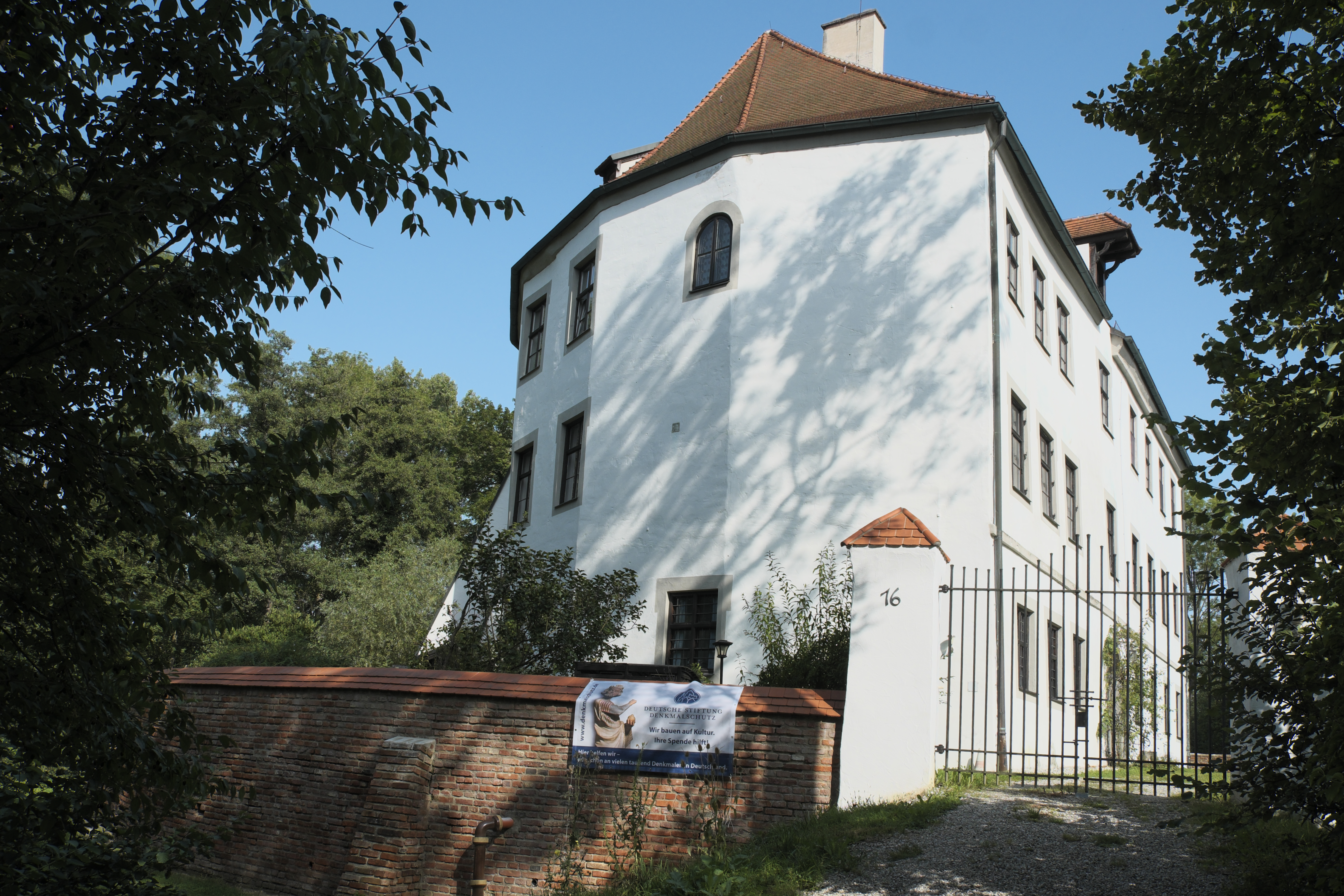
Schloss Fraunberg

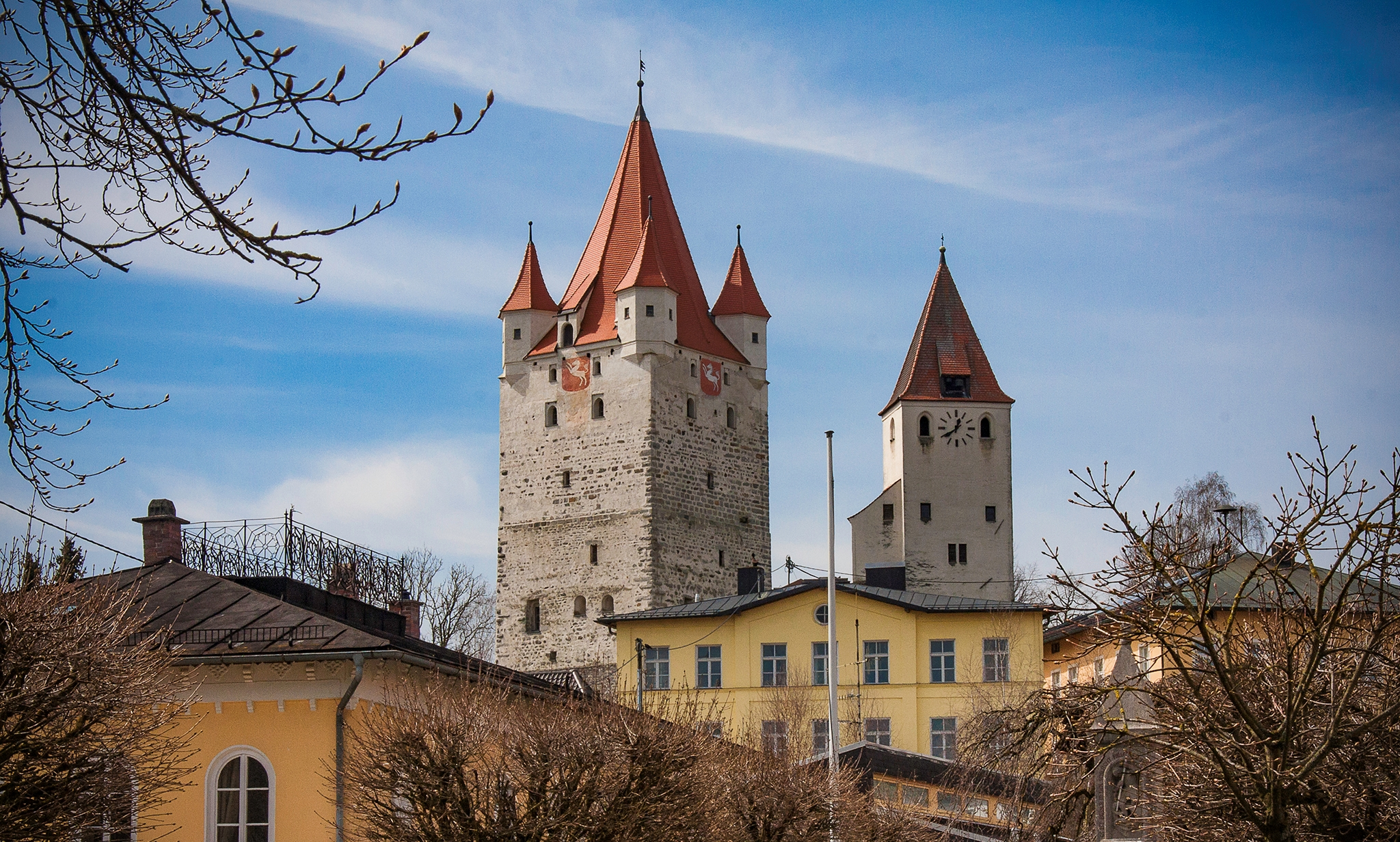
Burg Haag

Als einer der ersten nachweisbaren Angehörigen des Geschlechts erscheint im Jahre 1144 der Laie Arnoldus de Frawnperg in einer Urkunde des Bischofs Otto von Freising. Die gesicherte Stammreihe beginnt 1231 mit Sigfried von Frauenberg. Aufgrund seiner Ehe mit der Tochter der Gurren von Haag erbte er die Besitzungen der Herren von Haag und erhielt für diese von Kaiser Friedrich II. 1245 die hohe Gerichtsbarkeit.
Seine Enkel begründeten die beiden Hauptlinien: Sigfried III. († 1317) die zu Haag, und Wittilo († 1281) die zu Fraunberg.
Sigfrid III. führte im Jahre 1280 einen erbitterlichen Krieg gegen das Fürsterzbistum Salzburg, um dessen Einfluss in seinem Haager Land zu beenden. 1304 erwarb er die Herrschaft Hohenburg am Inn. Im Jahre 1317 begann er erneut eine Fehde, diesmal jedoch gegen das Bistum Freising. Dabei ließ er die Burgen Kranzberg und Burgrain stürmen und die Burgbesatzungen töten. Sein Sohn Sigfrid IV. führte die blutige Fehde fort.
Konrad I. von Fraunberg erhielt für seine Verdienste in der Schlacht bei Mühldorf vom späteren Kaiser Ludwig IV. 1324 das Marktrecht verliehen. Konrads Bruder Hans I. erwarb 1338 die Burg Prunn an der Altmühl.
Konrad II. von Fraunberg versuchte, seinen Einfluss aus Bayern hinaus auszuweiten. Aus diesem Grund trat er in die Dienste der Herzöge von Tirol. Konrad wurde dort zunächst Hofmarschall der Herzogin Margarete Maultasch und 1354 Statthalter von Trient. Seinerzeit machten Gerüchte einer Liebschaft zwischen der Herzogin und ihm die Runde. Konrad gelang es während seines Aufenthaltes in Tirol, dort umfangreiche Besitzungen zu erwerben. Darunter befanden sich die Burg Sarnthein im Sarntal, die Ehrenburg im Pustertal, die Burg Persen bei Trient und die Burg Penede über dem Gardasee, sowie die Burg Stein am Ritten. Nach dem Tod von Ludwig dem Brandenburger, dem Gemahl der Herzogin, wurde Konrad II. gefangen genommen und entmachtet. (Eine Liebschaft mit der Herzogin oder dass er ihren Ehemann ermordet haben soll, wie z. B. in dem bekannten Roman Die häßliche Herzogin von Lion Feuchtwanger behauptet wird, konnten ihm jedoch nicht nachgewiesen werden.) Gleichzeitig griffen die Wittelsbacher 1362 die Grafschaft Haag an, die Fraunberger konnten jedoch ihre Festen Fraunberg bei St. Christoph und Hohenburg halten.
Im Jahre 1370 erwarb Wilhelm von Frauenberg für 6000 Pfund Dienstschulden die Burg Hartmannsberg als Pfand. Sie verblieb ihm bis in das Jahr 1380. Im selben Zeitraum, um 1377, erwarben die Fraunberger die Feste Dießenstein von den hoch verschuldeten Tuschl. 1378 veräußerten sie diese wiederum an die bayerischen Herzöge. Wilhelm Fraunberger zum Haag kam 1408 in den Besitz von Schloss Egg. Sein Sohn Irg der Jüngere stiftete einen Altar in der „Unserer-Lieben-Frauen-Kapelle“ zu Egg. 1427 verkaufte er Egg um achttausend ungarische Dukaten an Herzog Heinrich von Bayern-Landshut.
Georg III. von Fraunberg zu Haag entfachte im Jahre 1421 in Niederbayern den „Ochsenkrieg“. Er versuchte damit, seine Macht auszubauen. Trotz überraschender militärischer Siege gegen Bayern brachte ihm dieser Krieg nichts ein.
1423 erwarb Johann von Fraunberg von den Landgrafen Johann III. und Georg III. von Leuchtenberg das Schloss Haidenburg. Mit dem Aussterben seiner Linie im Mannesstamm im Jahre 1508 fielen Teile der Feste an Alban von Closen. Diesem gelang es, die Herrschaft und das Schloss durch Kauf und weitere Verträge an sich zu bringen.
Im Jahre 1425 kam es zum Streit zwischen Jörg von Fraunberg und dem Bistum Freising. Jörg erhob Anspruch auf 400 ungarische Gulden, die er zum Bau vorgestreckt hatte. Freising war jedoch nicht bereit, diese zu zahlen. Daraufhin bekämpfte Jörg die Freisinger Gefolgsleute aufs Ärgste. Herzog Heinrich XVI. von Bayern-Landshut fällte in diesem Konflikt das Urteil zu Gunsten der Fraunberger. Der Bischof musste 700 ungarische Gulden bezahlen. Jörg vermachte diese umgehend seinem Vetter Lukas von Fraunberg, da er diesem ebenso Geld schuldete. Ein Jahr später erhielt Jörg nochmals 400 ungarische Gulden von Freising.
Hans Fraunberg zu Haag erwarb 1431 die Feste Burg Massenhausen, welche 1499 an das Domstift Freising kam.

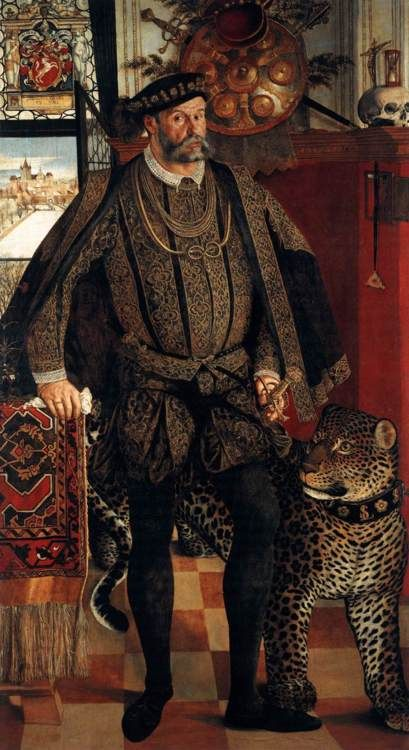
Ladislaus von Fraunberg, Graf zu Haag

Im Jahre 1436 wurde die freieigene Grafschaft Haag den Fraunbergern vom Kaiser als Reichslehen verliehen. Die Fraunberger hofften, so dem stets stärker werdenden Druck der Herzöge von Bayern entgegentreten zu können.
Kaiser Friedrich III. erhob 1465 Hans den Älteren, Jörg und Hans den Jüngeren die Fraunberger zum Haag auf irer graveschaft zum Hag zu Reichsfreiherren mit dem Recht des Siegelns mit rotem Wachs.
Im Jahre 1489 schlossen sich die Straubinger Ritter, darunter Wolfgang von Fraunberg zu Prunn, zum Löwlerbund gegen den bayerischen Herzog Albrecht den Weisen zusammen. Dies führte 1491 zur Erstürmung der Burg Prunn durch herzogliche Reiter, welche die Burg daraufhin verwüsteten.
Ladislaus von Fraunberg zu Haag und seine Linie wurden im Jahre 1509 zu erblichen Reichsgrafen erhoben mit Stimme und Sitz auf den Reichstagen.
Der Erbritterstand als einer der vier Erbritter des Reiches wurde von Kaiser Karl V. am 25. April 1541 zu Regensburg für Christoph von Fraunburg zu Bocksau in der Primogenitur bestätigt. Im selben Jahr erhielten die Fraunberger zu Haag das Münzrecht verliehen.
1558 führte Graf Ladislaus zu Haag in der Grafschaft die Religionsfreiheit ein. Dies hatte zur Folge, dass Großteile der Bevölkerung rasch den evangelischen Glauben annahmen. Dies führte bald darauf zu Konflikten mit dem Herzogtum Bayern. Mit dem Tod des Grafen im Jahre 1566 starb die Linie der Reichsgrafen von Fraunberg zu Haag aus. Die Reichsgrafschaft wurde durch Kaiser Maximilian II. an die Herzöge von Bayern vergeben, welche dort die Reformation rückgängig machten.
Karl von Alten-Fraunburg, Erbritter des Reiches, wurde von Kaiser Ferdinand II. 1630 in den Freiherrenstand erhoben. Im Königreich Bayern wurde das Geschlecht im Jahre 1812 bei der Freiherrenklasse der Adelsmatrikel eingetragen.
Zweige der Familie bestehen bis heute.

## Wappen

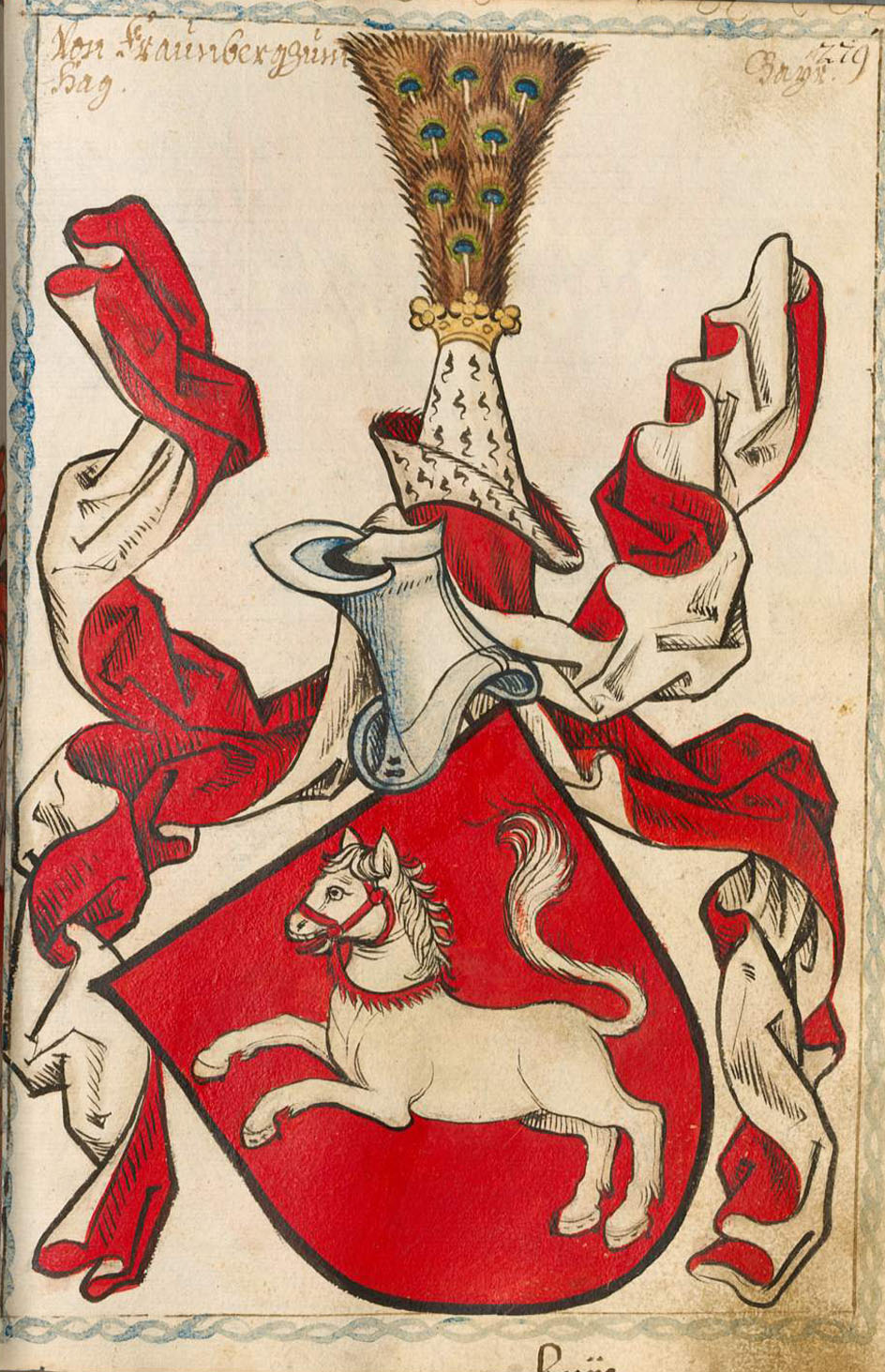
Stammwappen der Herren von Fraunberg als Grafen von Haag aus dem Scheiblerschen Wappenbuch

Blasonierung: Das Stammwappen zeigt in Rot einen silbernen Pfahl; auf dem Helm ist ein goldgekrönter, roter Spitzhut mit Hermelinstulp, in der Krone ein natürlicher Pfauenschweif; die Helmdecken sind rot-silbern.
Wappenmehrung nach 1570: Die Linie Fraunberg zu Fraunberg erhielt nach dem Erlöschen der Linie Fraunberg zu Haag von Kaiser Maximilian II. im Jahre 1570 die Genehmigung zur Wappenmehrung mit den Elementen (in Rot ein weißes Pferd) des Stammwappens der ausgestorbenen Grafen von Haag.
Elemente (in Rot einen silbernen Pfahl bzw. in Rot ein weißes Pferd) aus den Wappen der verschiedenen Linien derer von Fraunberg, die ab 1570 vereint wurden, erscheinen noch heute vereinzelt oder kombiniert in einigen bayerischen Orts- und Gemeindewappen.

Wappen der Gemeinde Fraunberg
Wappen der Gemeinde Albaching
Wappen der Gemeinde Laberweinting
Wappen der Gemeinde Sankt Wolfgang
Wappen der Gemeinde Taufkirchen (Vils)
Wappen des Marktes Haag in Oberbayern

## Allgemeines
Ein alter Turnierreim aus der Zeit Kaiser Sigismunds berichtet folgendes:
„Darnach die strengen, vesten, im Anfang die Fraunberger
in Bayernland die besten, Ritter des Reiches ohnegefahr.“

## Namensträger
- Veit von Fraunberg (* ?; † 1567), Bischof von Regensburg
- Ladislaus von Fraunberg zu Haag (* ?; † 1566), letzter Graf zu Haag
- Joseph Maria von Fraunberg (* 1768; † 1842), Bischof von Augsburg und Erzbischof von Bamberg